# Нябе (река)
Нябе — часть речной системы Донгнай на юге Вьетнама. Имеет большое транспортное значение как часть водного пути между городом Хошимин и Восточно-Китайским морем.

## География
Река образуется в месте слияния рек Сайгон и Донгнай в границах города Хошимин.
Отсюда река течет в направлении с севера на юг и является естественной границей между округом 7 и уездом Нябе города Хошимина с одной стороны и уездом Нёнчать провинции Донгнай.
У паромной переправы Бинькхань река Нябе разделяется на два рукава: река Соайзап течёт на запад, а река Лонгтау — на восток. Общая длина реки Нябе таким образом составляет около 12 километров.